# Hermandad de la Merced (Córdoba)
La Venerable e Ilustre Hermandad del Santísimo Sacramento y Cofradía de Nazarenos de Nuestro Padre Jesús Humilde en la Coronación de Espinas, Nuestra Madre y Señora Santa María de la Merced y San Antonio de Padua es una Hermandad de culto católico de Córdoba. Realiza su Estación de Penitencia en la tarde del Lunes Santo, y tiene su sede canónica en la Iglesia de San Antonio de Padua, en el barrio del Zumbacón.

## Historia
En 1954, un grupo de feligreses, con la colaboración del párroco Don Manuel Márquez González, estableció una Hermandad en torno a la imagen de una Dolorosa. Estos primeros hermanos, en su mayoría trabajadores de Cepansa, no dudaron en que la advocación mariana fuese de la Merced, en recuerdo de la Patrona de la Ciudad Condal. Igualmente, dentro de los límites de la nueva Parroquia, más concretamente en la actual barriada de Fátima, se encontraba radicada la Prisión Provincial, siendo este otros de los motivos del nombre de la nueva Hermandad y Cofradía: la Merced es la Patrona de las Instituciones Penitenciarias. En la festividad de Todos los Santos y tras la aprobación de la nueva Cofradía, la Hermandad celebró su primera procesión desde la Iglesia de San Lorenzo hasta su sede canónica de San Antonio de Padua.
Durante los años 1955, 1956 y 1957, la Cofradía ya procesionó durante la Semana Santa, pero solo hasta la Prisión Provincial, sobre el paso de María Santísima de la Amargura, cedido por la Hermandad del Rescatado. En el año de 1958, la Hermandad realizó al fin su primera Estación de Penitencia a la Carrera Oficial. Finalmente, dos años más tarde, Nuestra Señora de la Merced realizó su Estación de Penitencia junto a la imagen cristífera que la Hermandad había adquirido, haciendo cada uno su salida sobre su propio paso. Sin embargo, esto resultó muy breve, volviendo a hacer la salida solo la  Dolorosa a partir de 1964.
Durante el periodo de consolidación de la Hermandad, se inició la ejecución del palio al paso de la Virgen, y se realizó y bendijo la nueva imagen de Nuestro Señor de la Coronación de Espinas. También se iniciaron las Campañas de Navidad para los más desamparados, se promovieron la formación cultural y cofrade con la celebración de conferencias, exposiciones, y se colaboraba con la Prisión Provincial. Además, se redactan unas nuevas Reglas para regir los destinos de la Hermandad. Durante los años ochenta se inicia el bordado del palio, y se estrena el estandarte principal de la Hermandad. En el año de 1987, al no existir ninguna candidatura para el cargo de Hermano Mayor, tomó las riendas de la Hermandad y Cofradía una Junta Gestora, que continúa con los proyectos iniciados en años anteriores. En ese año, se organiza una Salida Extraordinaria con motivo del Año Mariano, con una gran participación y afluencia de cofrades y fieles en general.
El Cabildo General de Hermanos, acuerda por mayoría en 1991, realizar su Estación de Penitencia a la Santa Iglesia Catedral en la Madrugada del Viernes Santo. Precisamente durante este periodo de principios de los años noventa, tiene lugar el bordado del techo de palio y se inicia el de los interiores de las bambalinas. Igualmente se inicia una labor de asesoramiento jurídico para los internos de la Prisión Provincial. En 1997 se inicia la ejecución del nuevo paso de Misterio, cuya primera fase se estrenó en la Semana Santa de ese mismo año. No obstante, ese año fue la última ocasión en la que la Cofradía realizó su salida en la Madrugá, ya que en vista del poco público a acudía a ver la procesión en determinados momentos de la noche, en otoño se convocó un Cabildo General Extraordinario para aprobar el retorno al Lunes Santo. El apoyo de los hermanos a esta propuesta fue mayoritario, volviendo así la Cofradía a celebrar su Acto Penitencial el Lunes Santo de 1998.
En el 2000, finalizada la talla del paso de Cristo por Antonio Martín, se inicia el dorado del paso de Cristo, el cual continúa siendo acometido por etapas en los talleres sevillanos de Antonio y Manolo.
El 28 de octubre de 2002 cuando comenzó el derribo del almacén donde se guardaban los pasos de los Sagrados Titulares, con el objetivo de emplazar en ese espacio la Casa de Hermandad, debiendo ser reconstruido para un mejor aprovechamiento. Así, el 1 de noviembre de 2004, con motivo del Cincuenta Aniversario de la Hermandad, la nueva casa de Hermandad fue bendecida por Don Manuel Hinojosa Petit, vicario de la ciudad.
En los sucesivos años, se produciría el enriquecimiento del patrimonio material de la Hermandad y el progresivo aumento en su número de hermanos y de cortejo. Se finalizaría el bordado completo del palio, además de la presentación del proyecto de los respiraderos de este paso. De cara al futuro, está prevista la finalización del dorado de paso de misterio, el estreno de las piezas de las piezas restantes de los respiraderos del paso de palio, y la sustitución del terciopelo azul pavo real del palio por malla.
En el año 2018, con motivo del 800º Aniversario de la Orden Mercedaria, la corporación celebró una serie de actos conmemorativos. La imagen mariana fue traslada en rosario y en parihuelas el viernes 5 de octubre a la Iglesia de la Merced, donde al día siguiente tuvo lugar una Eucaristía presidida por D. Demetrio Fernández, Obispo de Córdoba. A su conclusión, dio comienzo una Salida Extraordinaria de la imagen hasta su sede canónica y en la que recorrió enclaves de gran interés como los Jardines de Colón, Santa Marina, y calles como Moriscos o Cárcamo. La imagen procesionó en un paso sin palio y cedido para la ocasión por la Hermandad del Carmen de San Cayetano, mientras que el acompañamiento musical corrió por parte de la Banda de Cornetas y Tambores de la Coronación de Espinas por delante de la Cruz de Guía, y la Banda de Música Tumbamirum tras el paso.

## Imágenes Titulares

### Nuestro Padre Jesús Humilde en la Coronación de Espinas

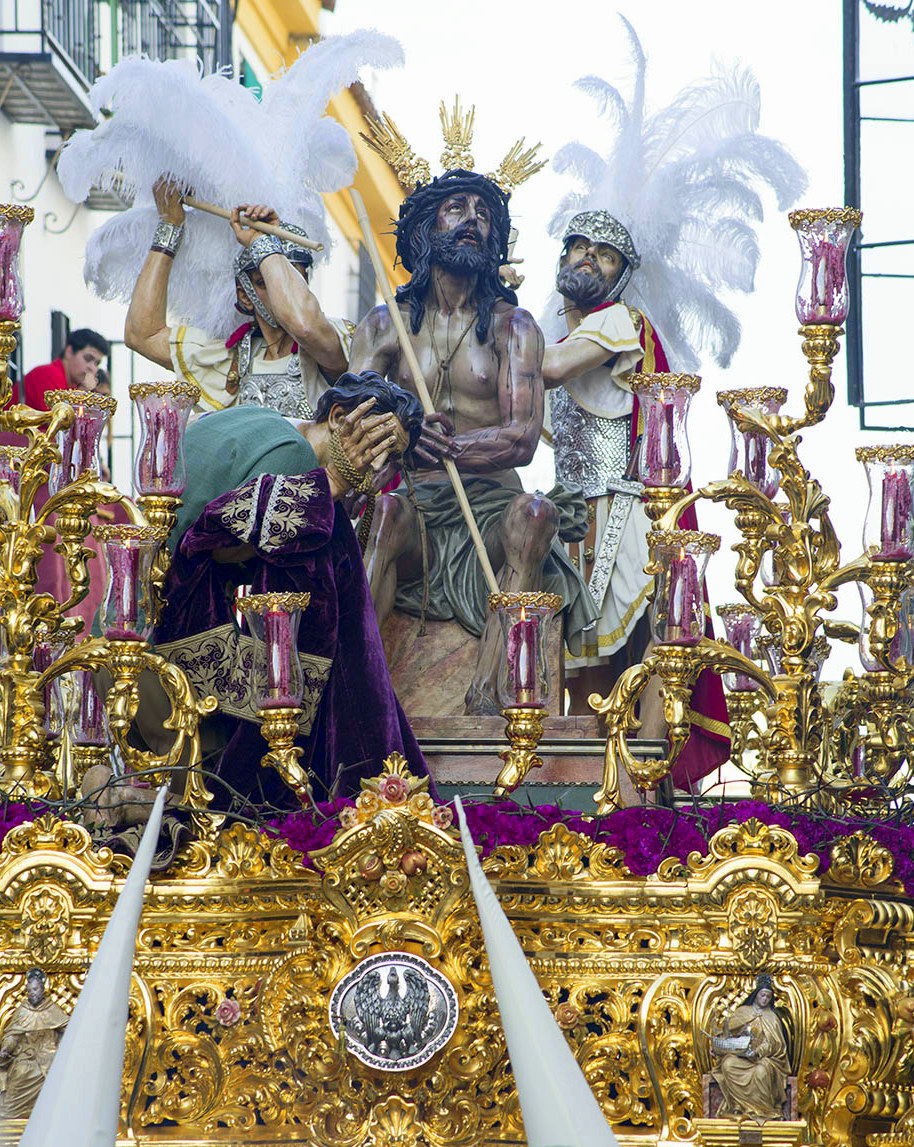
Nuestro Padre Jesús Humilde en su Coronación de Espinas en su paso de misterio.

Es una obra del célebre imaginero sevillano Francisco Buiza Fernández en el año 1978, la cual sustituyó con su llegada una imagen anterior, de autor anónimo y procedente de la Iglesia del Convento de Madre de Dios. Es considerada como una de las obras cumbres del artista hispalense y una de las más destacadas de la imaginería contemporánea cordobesa. Destaca la fuerza creadora y del neobarroquismo propios de Buiza en la expresión del rostro de la imagen, la cual imprime dolor, resignación, y la perfección de su anatomía y policromado. La figura, sedente, toma entre sus crispadas manos la caña en señal de mofa de su realeza.  Su rostro contiene toda la fuerza  expresiva, cuyos cabellos se entremezclan con las espinas de su corona.
Es acompañada en su paso de salida por dos romanos y un sayón, realizados entre 1984 y 1985 por el jerezano Francisco Pinto Berraquero. El conjunto representa a Cristo en el momento del escarnio cuando fue coronado de espinas, recibiendo las burlas de los romanos, quienes sostienen dos cañas que señalan a la figura cristífera, como si le estuvieran azotando en la cabeza con ellas.
Todas estas figuras procesionan sobre un paso realizado en Sevilla por Antonio Martín Fernández, con carpintería de Bailac, siendo estrenada su primera fase en 1997, sustituyendo a uno procedente de la ciudad de Cádiz. La talla fue realizada entre 1997 y 2000, y dorado en el mismo taller del artista, siendo finalizado en 2007.

### Nuestra Madre y Señora Santa María de la Merced
Obra del propio Francisco Buiza en 1976, sustituyó también de la antigua Dolorosa, que fue la que recibió culto desde el año 1955 a 1975. 
Si bien la Hermandad le había encomendado a Buiza una restauración sobre la imagen, el avanzado estado de deterioro impidió que ésta se llevara a cabo. De hecho, el imaginero alertó que el deterioro era tan avanzado, que «en la cabeza tan solo conservaba el rostrillo de estuco que se le da a las imágenes sobre la madera para proceder posteriormente a su policromado». Por ello, la antigua imagen fue reducida a cenizas, y los restos fueron introducidos en un habitáculo en la espalda de la nueva talla.
De la actual imagen, destaca su serena belleza y su profunda mirada. En un principio llevó las manos de la anterior, que es lo único que se había podido conservar, si bien posteriormente fueron sustituidas por las actuales realizadas también por Francisco Buiza, pocos meses antes del fallecimiento del imaginero. Finalmente, la talla fue restaurada en 2022 por Ana Infante de la Torre.
Procesiona sobre un paso de palio compuesto de elementos de diversas procedencias y autores:
- Varales procedentes de la Hermandad de la Estrella de Jerez, donados por un grupo de hermanos y empresas.
- Noventa y cuatro piezas de candelería con diseño de Rafael de Rueda, obra iniciada por Díaz Roncero en 2001 y continuada por José María Navarro.
- Las jarras y la peana son de Manuel de los Ríos.
- Los respiraderos finalizados en 2024, bajo diseño de Javier Sánchez de los Reyes, mezclando orfebrería (Ramón León) con bordados (Francisco Pérez Artés).
- Candelabros de cola de Jesús Domínguez Vázquez, adquiridos a la Hermandad de la Paz de Fátima de Jerez de la Frontera.
- El techo de palio, bambalinas exteriores, interior frontal y trasera está bordado sobre terciopelo color azul pavo real, por Piedad Muñoz, bajo diseño de Fray Ricardo de Córdoba. En 2.008 se completó el bordado del interior de las bambalinas laterales por Antonio Villar, respetando el dibujo de Fray Ricardo de Córdoba. Las caídas laterales interiores llevan en los óvalos de las cadenas pinturas al óleo realizadas por Manuel Torrico, que representan varios de los santos mercedarios.

## Música
A la Hermandad la acompañan las siguientes bandas:
- Banda de Cornetas y Tambores de la Coronación de Espinas (Córdoba), en el paso de misterio.
- Banda de Música Tubamirum de Cañete de las Torres, en el paso de palio.

### Patrimonio musical
- Te Coronaron de espinas, escrita por Pedro M. Pacheco.[2]
- Humilde Coronado, escrita por Javier y David Palos.
- Hasta el final contigo, escrita por Pedro M. Pacheco.
- Virgen de la Merced, escrita por Abel Moreno Gómez en el 1992.
- La Mercé, escrita por José J. Gámez Varo en el 2001.
- Madre de la Merced, escrita por Rogelio Benítez en el 2006.
- Coronación en el Colodro, escrita por Javier Palos en el 2007
- Merced Cordobesa, escrita por José Ramón Rico en el 2009.
- Salve, Reina de los Mercedarios; escrita por José Ramón Rico Muñoz en el 2011.
- Merced, Madre nuestra; escrita por Jacinto Manuel Rojas Guisado en el 2011.
- De tu Humildad tu Corona
- Merced Madre Nuestra, escrita por Jacinto Manuel Rojas en el 2012.
- Coronación
- Bendita Palabra, escrita por Cristóbal López Gándara en el 2017.
- Mercedaria, escrita por Alfonso Lozano Ruiz en el 2017.
- Humillado, escrita por Francisco Ortiz en 2018

## Hábito Nazareno
Túnica ceñida con cinturón de cuero, escapulario, capa y antifaz color marfil, inspirado en el hábito de la Orden de la Merced.

## Recorrido
Los horarios están referidos a la Cruz de Guía.
- Recorrido de Ida: Salida (15:55), Avenida Agrupación Córdoba, Plaza Escritor Peña Aguayo, Caravaca de la Cruz (16:30), Sagunto, Ronda del Marrubial, Plaza Cristo de Gracia (17:00), María Auxiliadora, Plaza de San Lorenzo (17:30), Arroyo de San Lorenzo, Ronda de Andujar (18:00), Alfonso XII, Plaza de San Pedro (18:30), Don Rodrigo, Lineros, Lucano (19:00), Cruz del Rastro, Ronda de Isasa, Carrera Oficial (19:30).
- Recorrido de Vuelta: Cardenal González, San Fernando (21,15), Diario Córdoba, Capitulares (22:00), San Pablo, Hermanos López Dieguez, Enrique Redel (22,15), Santa Isabel, Mayor de Santa Marina (22:30), Puerta del Colodro,(23:00)Avenida de las Ollerías, Héroes de Chernobil,(23:15) San Juan de la Cruz, (00:00) Virgen de Linares, (00:35) Entrada.

## Paso por la Carrera Oficial
| Predecesor: Hermandad del Huerto | Orden de entrada en la carrera oficial (Lunes Santo) Primer lugar | Sucesor: La Estrella |